# Tuhawaiki
Tuhawaiki (c.1805-1844) - a veces llamado Hone Tuhawaiki, John Tuhawaiki o Jack Tuhawaiki, o por su apodo "Jack el Sangriento" - fue el jefe del iwi maorí de los Ngāi Tahu. Su sobrenombre  fue puesto por los balleneros que faenaban en el Estrecho Foveaux, debido a los pintorescos impropérios que dedicaba en sus discursos, de los cuales se avergonzaría una vez convertido al cristianismo.
- Datos: Q7851693